# Gura Humorului
Gura Humorului (in tedesco e in polacco Gura Humora, in yiddish גורה חומורולוי‎?, Gur' Humuruluei oppure גורה הומורה, Gur' Humura) è una città della Romania di 15 667 abitanti, ubicata nel distretto di Suceava, nella regione storica della Bucovina. 
Fa parte dell'area amministrativa anche la località di Voroneţ.

## Monumenti
I principali monumenti della città sono:
- Il Monastero di Voroneț, fatto costruire dal Principe Ştefan cel Mare, nel 1487. La chiesa ha un importante ciclo di pitture sulle pareti esterni ed è stata dichiarata Patrimonio dell'umanità dall'UNESCO, come parte del complesso delle Chiese della Moldavia.
- La Chiesa ortodossa dei Santi Imperatori Costantino ed Elena (Sfinţii Împăraţi Constantin şi Elena): costruita nel 1862 e completamente distrutta durante la Seconda guerra mondiale, è stata interamente ricostruita successivamente e nuovamente consacrata nel 1973.

## Galleria d'immagini

### Il Monastero di Voroneţ

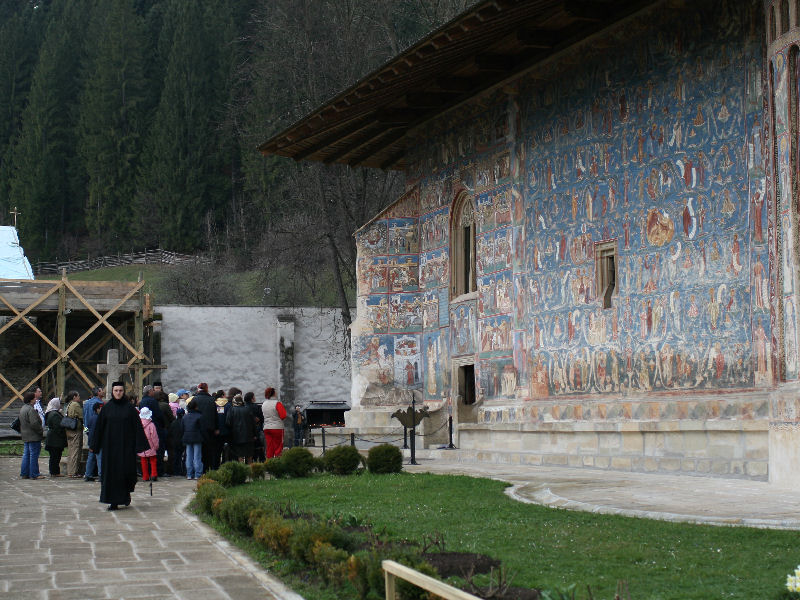
Le pitture esterne
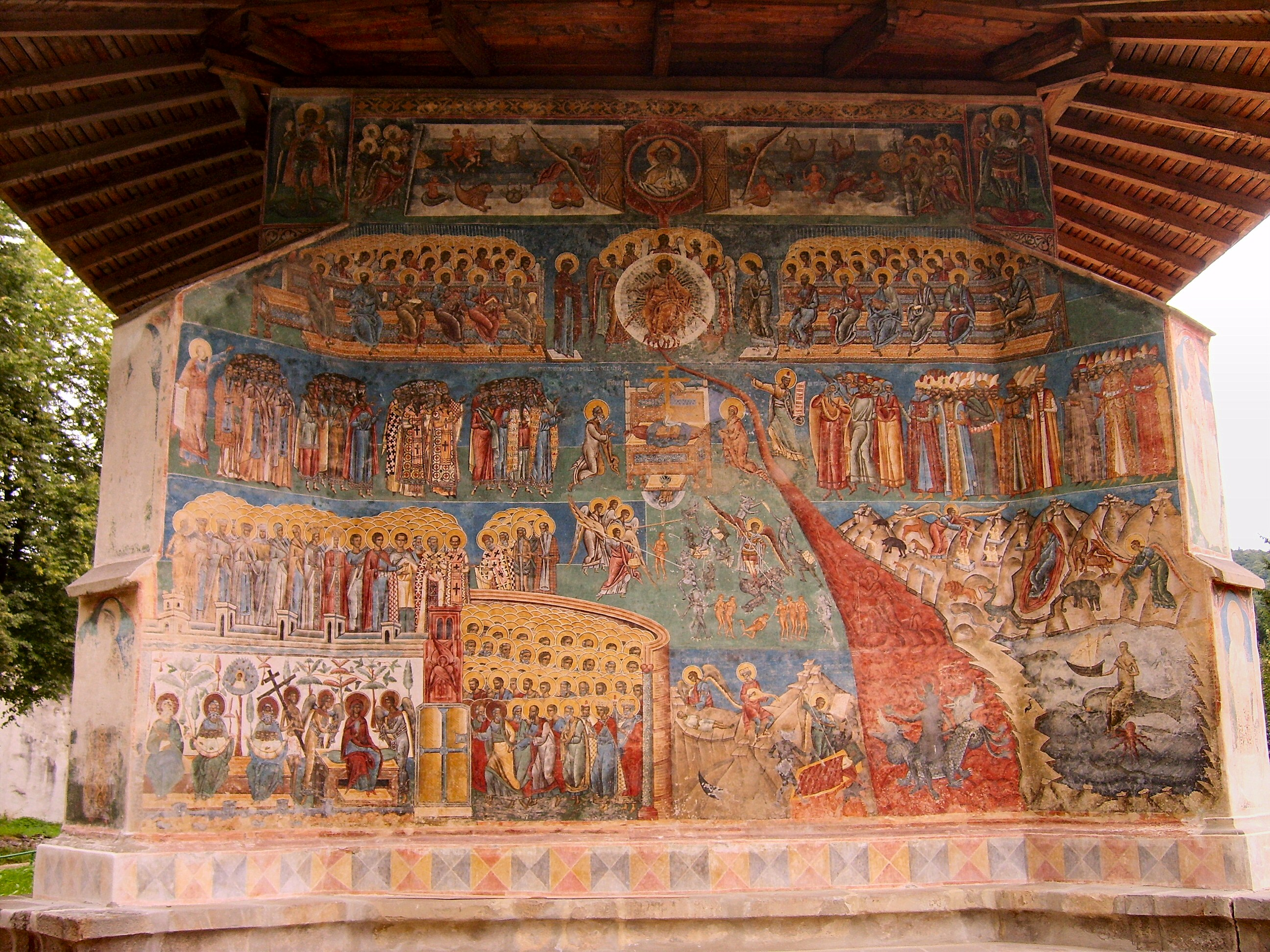
Il Giudizio Universale
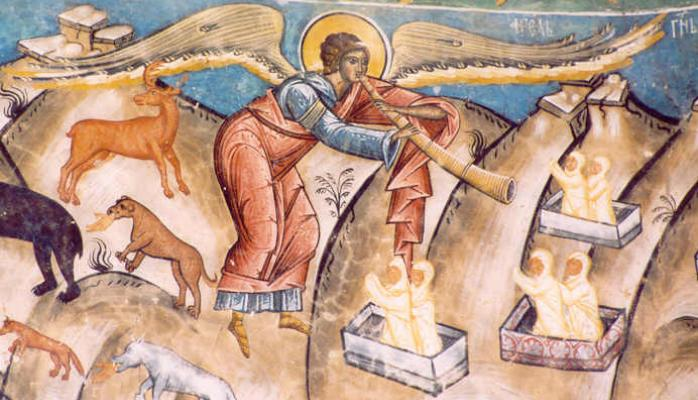
Particolare del Giudizio Universale

### La Chiesa ortodossa

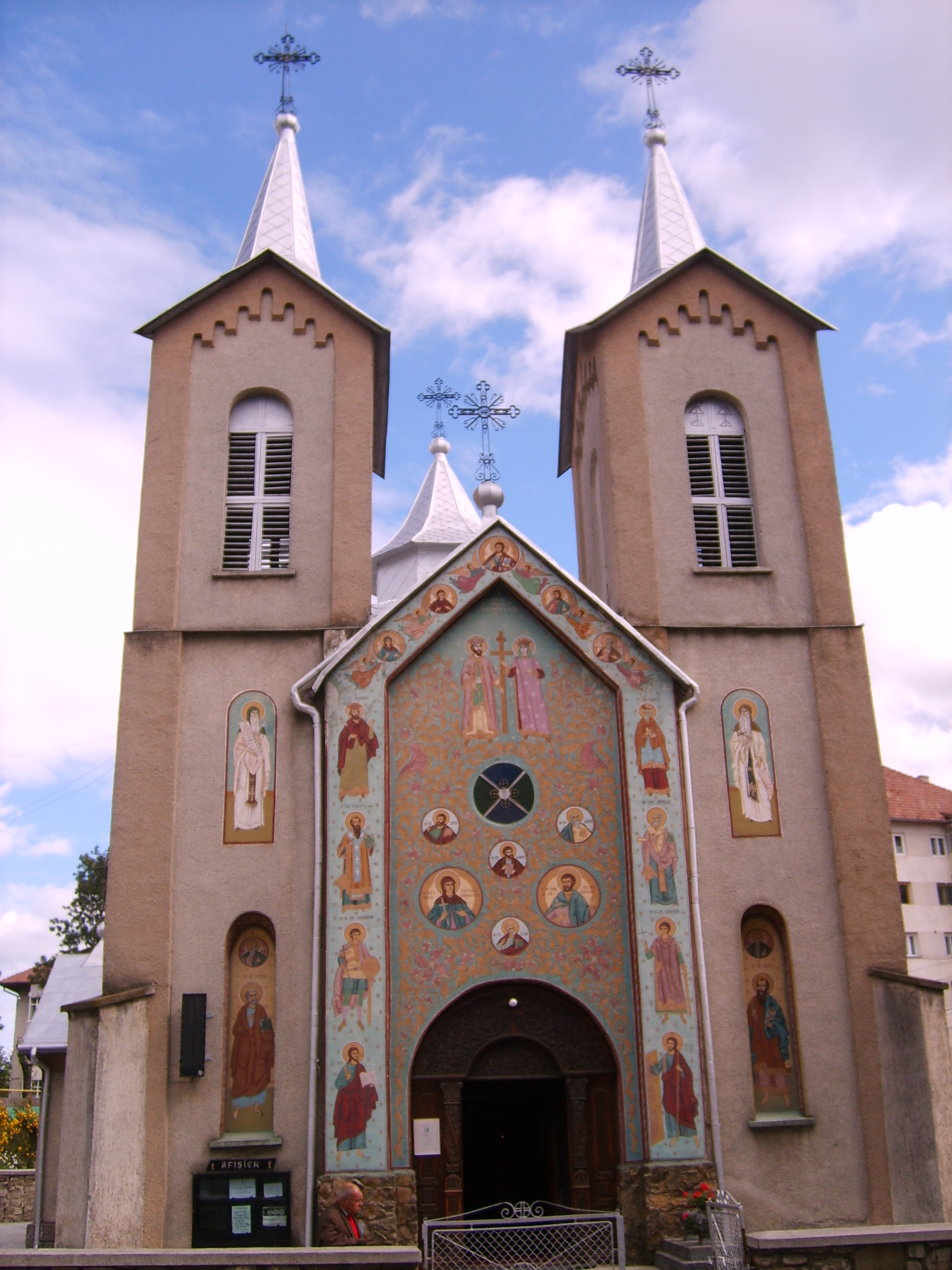
La facciata
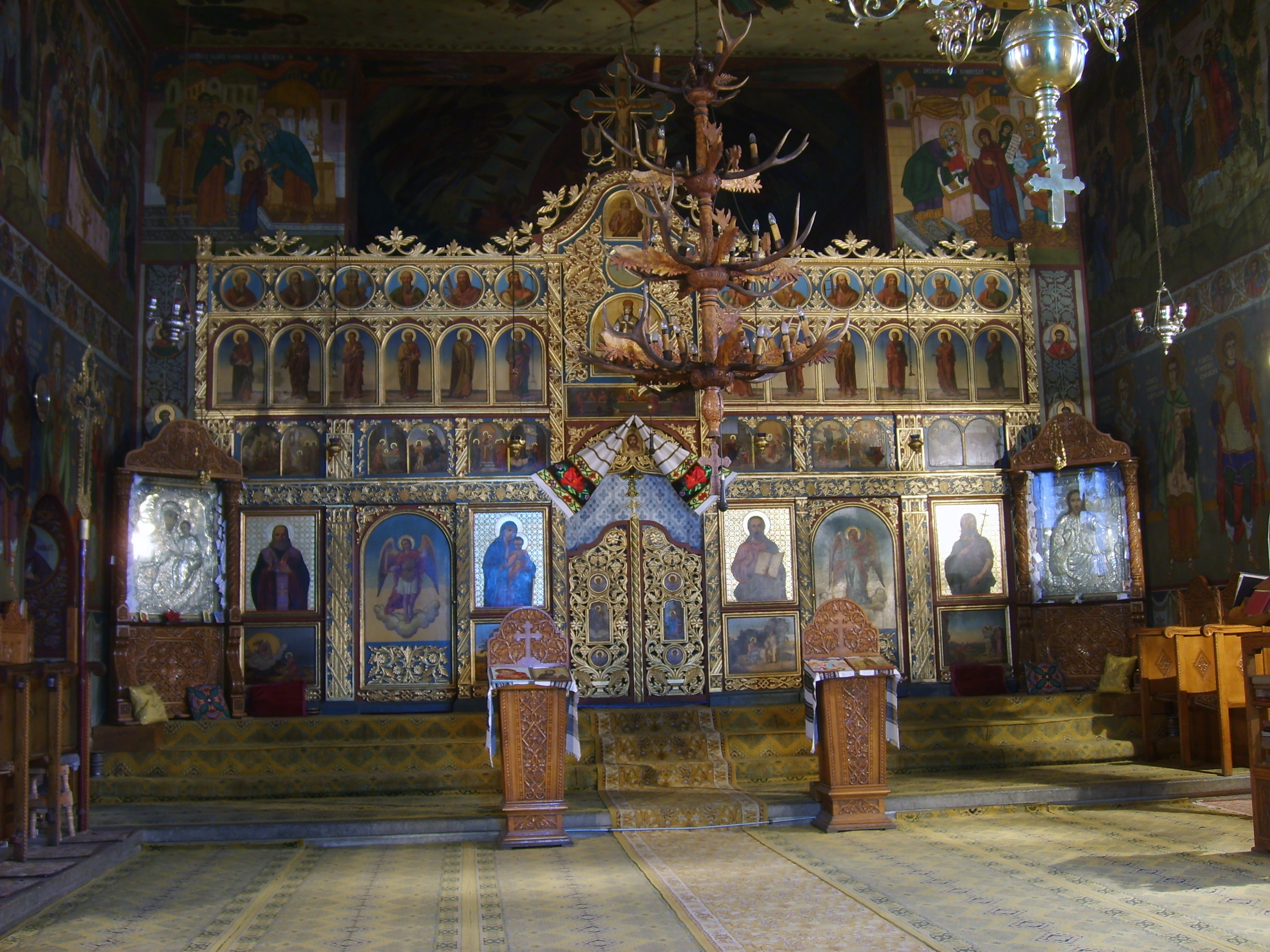
L'interno